# Svizzera all'Eurovision Song Contest 1989
La Selezione Svizzera per l'Eurofestival 1989 si svolse a Zugo il 18 febbraio 1989 e presentata da Raymond Fein.

## Canzoni in ordine di classifica
| Posizione | Canzone                        | Artista                |
| 1.        | Viver senza tei                | Furbaz                 |
| 2.        | Mutter erde                    | Chris Lorens           |
| 3.        | Una canzone per sognare        | Nadia Goj              |
| 4.        | Sur des musiques qui balancent | Michel Villa           |
| 5.        | Reisefieber Wege in der nacht  | Carl Nicolas Ann Lomar |
| 7.        | La voce del mare               | Renato Mascetti        |
| 8.        | Coup d'assomoir                | Pierette Dufaux        |
| 9.        | S'envoler pour ailleurs        | Alexandra              |
| 10.       | Déjà vu                        | Silvana Mezzonico      |